# Uepemnefert
Uepemnefert je bio drevni Egipćanin. Živio je tijekom 4. dinastije. Umro je za vrijeme vladanja faraona Kufua.

## Životopis
Uepemnefert je bio prorok božice-žabe Heket, nadglednik kraljevskih pisara i arhitekt. Imao je naslov "kraljev sin" (princ), premda nije bio Kufuov biološki sin. Taj je naslov nosio zbog svoje važnosti. Pokopan je u mastabi G 1201 u Gizi.

## Stela
Stelu koja prikazuje Uepemneferta pred žrtvenim stolom pronašao je 1905. arheolog George Reisner. Uepemnefert je prikazan u bijeloj odjeći, s crnom perikom i bradom. Njegov je elitni status potvrđen brojnim nabrojanim naslovima koji dokazuju da je bio važan i poštovan.

## Vanjske poveznice
Nekoliko fotografija Uepemnefertove stele:
- Arhivirana inačica izvorne stranice od 24. prosinca 2006. (Wayback Machine)
- Arhivirana inačica izvorne stranice od 23. lipnja 2010. (Wayback Machine)